# Reinosa
|  | Aquest article tracta sobre una ciutat espanyola . Si cerqueu una ciutat mexicana , vegeu «Reynosa». |

Reinosa és un municipi i ciutat de la comunitat autònoma de Cantàbria (Espanya) i el centre administratiu i econòmic de la comarca de Campoo-Los Valles, a més d'un dels nuclis urbans més importants de l'interior de Cantàbria.
Està solcada pels rius Ebre, Híjar, Izarilla i Río de Las Fuentes. És la ciutat càntabra amb les temperatures mitjanes més baixes. El terme municipal està envoltat completament pel de Campoo d'Enmedio. Reinosa és el municipi amb menys superfície de tota Cantàbria.
Reinosa va rebre el títol de «ciutat» i tractament d'«Excel·lència» per Reial Decret núm. 1962 del rei Alfons XIII el 22 de novembre de 1927. Juntament amb Santander, Torrelavega i Castro Urdiales són els únics nuclis urbans que tenen aquesta distinció a Cantàbria.
És una de les localitats del Camí de Sant Jaume del Nord: Ruta del Besaya.

## Història
El document més antic sobre Reinosa té data de l'any 1000, on figura amb la denominació de «Renosa», un llogaret al qual se li assignen quatre solars concedits pel comte de Castella, Sanç I Garcia de Castella. A partir d'aquí, apareix esmentada en diversos plets i escriptures que descriuen la dependència jurisdiccional de la gent allà assentades respecte a les abadies de Santillana i Aguilar (abadengo), d'una banda, i del marquesat d'Argüeso i del Rey (behetría), per un altre.

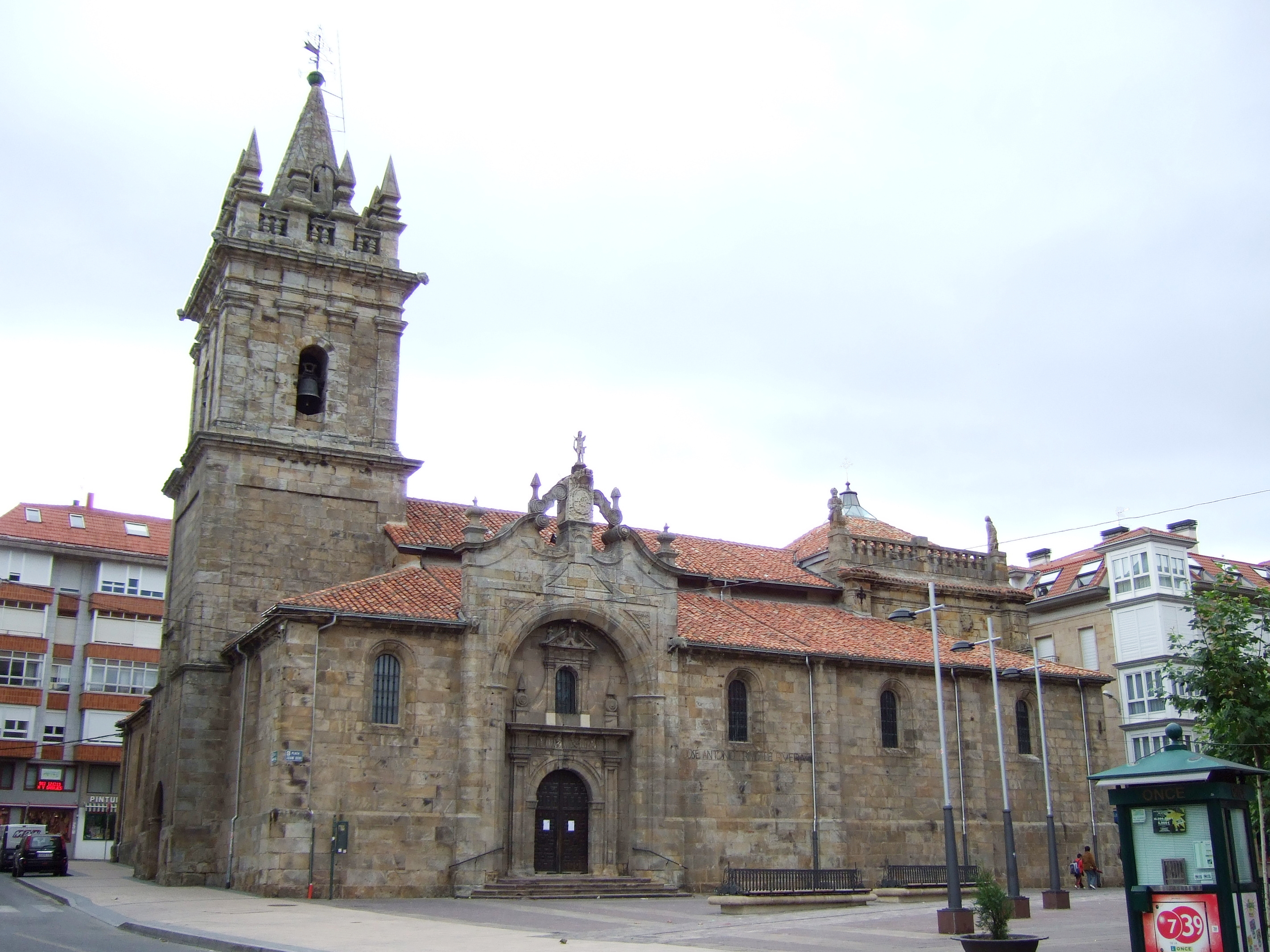
Església de Sant Sebastià

En una relació de propietats de 1404, Reinosa es perfila ja com a centre d'un mercat incipient i, anys més tard, s'hi al·ludeix com a cap de la Merindad de Campoo, i esdevé la seu de l'Ajuntament General. Aquest ajuntament ho componien Reinosa i set Germandats: Cinco Villas, Suso, Yuso, Enmedio, Los Carabeos, Valdeolea i Valdeprado, cadascuna representada per un procurador síndic. Tots es reunien un cop al mes amb el corregidor per tractar assumptes referents a l'administració dels seus territoris.
En aquests anys de transició entre  l'edat mitjana i l'Edat moderna tenen lloc a Reinosa dos importants visites reials: 
La primera va ser la del príncep don Joan, el 1497. El fill dels Reis Catòlics hi va venir amb el seu pare per trobar-se amb la seva promesa, Margarida d'Àustria. És probable que els nuvis es prometessin o es casessin a l'edifici conegut com La Casa de les Princeses, al centre de Reinosa.
La segona presència reial va ser la de Carles I d'Espanya, que hi va passar durant el seu primer viatge a Espanya procedent de Flandes (1517). Afligit d'una malaltia, es va allotjar a la casa del fundador del convent de Sant Francesc durant nou dies, fins a la seva recuperació. En aquesta data s'estava construint el convent i, un segle més tard, ja comptava amb trenta religiosos. Reinosa, per la seva banda, tenia ja una població d'uns cinc-cents habitants, dels quals bona part eren hidalgos renders dels seus majorats, altres es dedicaven a activitats liberals i la resta vivien del producte de les hortes, del bestiar i del pasturatge.

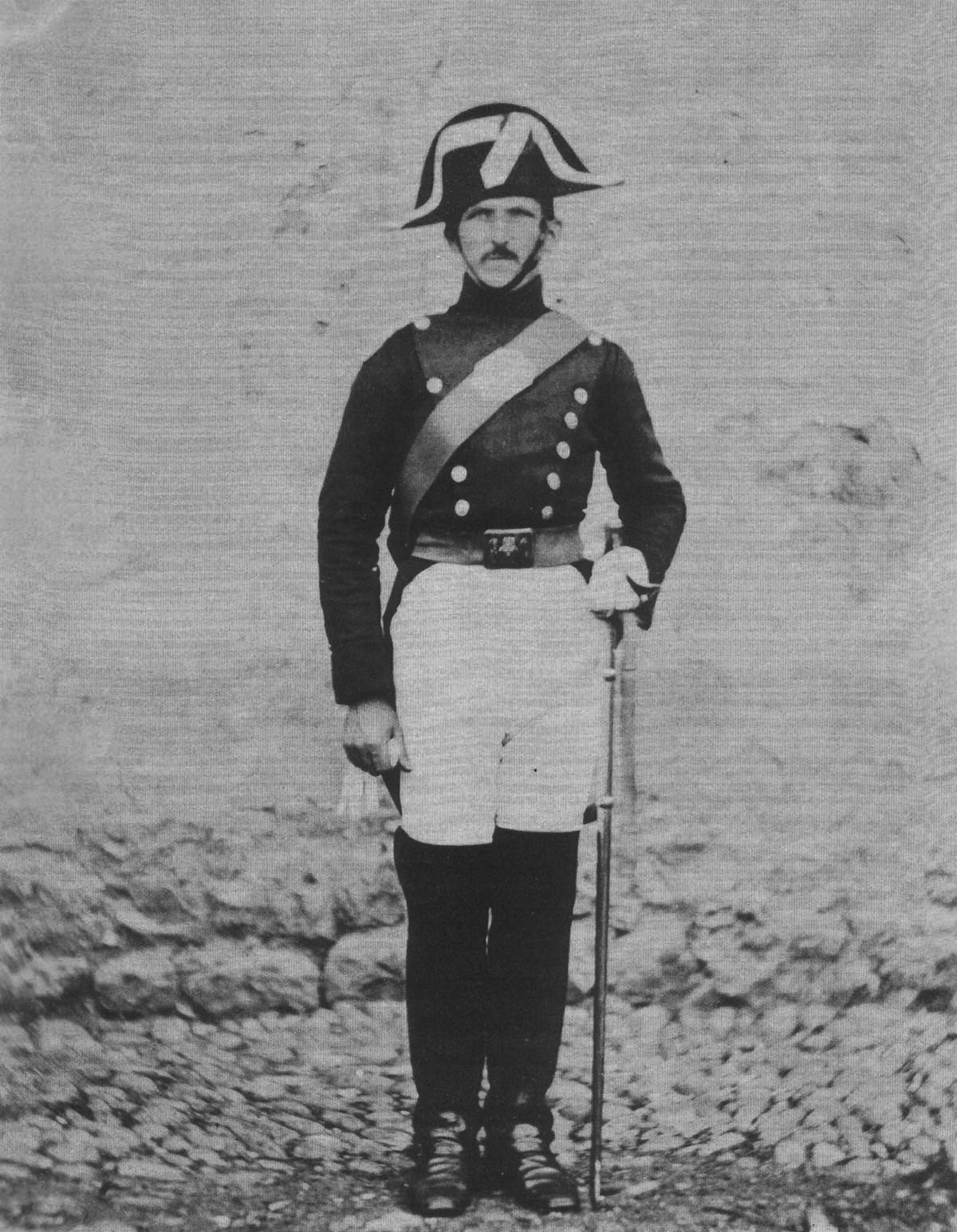
La primera fotografia presa a un guàrdia civil es va realitzar a Reinosa entre 1855 i 1857

Aquesta estructura econòmica va canviar a partir del segle xviii quan, sota el regnat dels Borbons, es construeixen el Camí Reial i el pont de l'Ebre. Aquestes obres contribueixen a l'enlairament econòmic de la comarca. La ciutat es converteix en un lloc bulliciós i pròsper, on els productes castellans s'emmagatzemen en el camí cap al port de Santander. Sorgeixen al voltant d'aquest comerç petits negocis com les ferreries, es construeixen grans molins, s'estableixen companyies i es creen serveis com botigues, farmàcies i notaries. En aquesta època es trasllada el mercat de gra dels dilluns a El Espolón i les dues fires de bestiar anuals, en Sant Jaume i Sant Mateu, atrauen tractants de zones molt allunyades.
Amb l'arribada del ferrocarril, inaugurat el 28 de març de 1857, Reinosa va perdre importància com a cap del trànsit per carretera, però ressorgirà amb la instal·lació d'indústries alimentàries (farina, formatge, xocolata) i d'una important fàbrica de vidre (la de Santa Clara). S'enlaira en aquestes dates també la cultura, amb destacats escriptors com Sánchez Díaz (de la generació de 98), Ángel de los Ríos, Duque y Merino, o pintors com Casimiro Sainz.
Entrat el segle xx, la vida econòmica de la ciutat va ser condicionada pels alts i baixos que pateixi la factoria «La Naval», una gran fàbrica de fosa i forja creada el 1919 i que provocarà un espectacular augment de la població. Es tenen dades de que el 1923 ja hi treballen 1324 obrers, sense comptar els llocs de treball de les empreses subsidiàries. Es construeixen canons i armament per a vaixells, el que significa que, durant la Guerra civil espanyola, Reinosa va ser un punt d'interès estratègic per a tots dos bàndols.
Acabada la guerra civil, la factoria i la població continuen augmentant, fins que la crisi del sector armamentístic i la política exterior obliguen a reconvertir la fàbrica. La desocupació i el malestar social arriben al seu punt culminant el 1987, quan les retallades de personal provoquen una crisi econòmica que es tradueix en un augment de l'atur i un descens de la població i dels serveis. Es van succeir en aquest any dures protestes i manifestacions que es coneixen com els Incidents de Reinosa de 1987.
En els últims anys, el sector industrial ha experimentat certa recuperació. Les principals empreses són Siderúrgicas del Norte / SIDENOR (mecànica pesada), Gamesa (generadors elèctrics), Cuétara (galetes), Columbia, de la Fundació ONCE i que dona feina a discapacitats, i Anchoas y Productos del Cantábrico.

## Clima
Reinosa és una de les ciutats d'Espanya amb les temperatures mitjanes més baixes. Segons les dades de l'AEMET, a Reinosa es va mesurar la quarta temperatura més baixa de la història d'Espanya des que existeixen registres. Va ser en l'hivern de 1971 en el qual es van registrar, -24,6 °C.

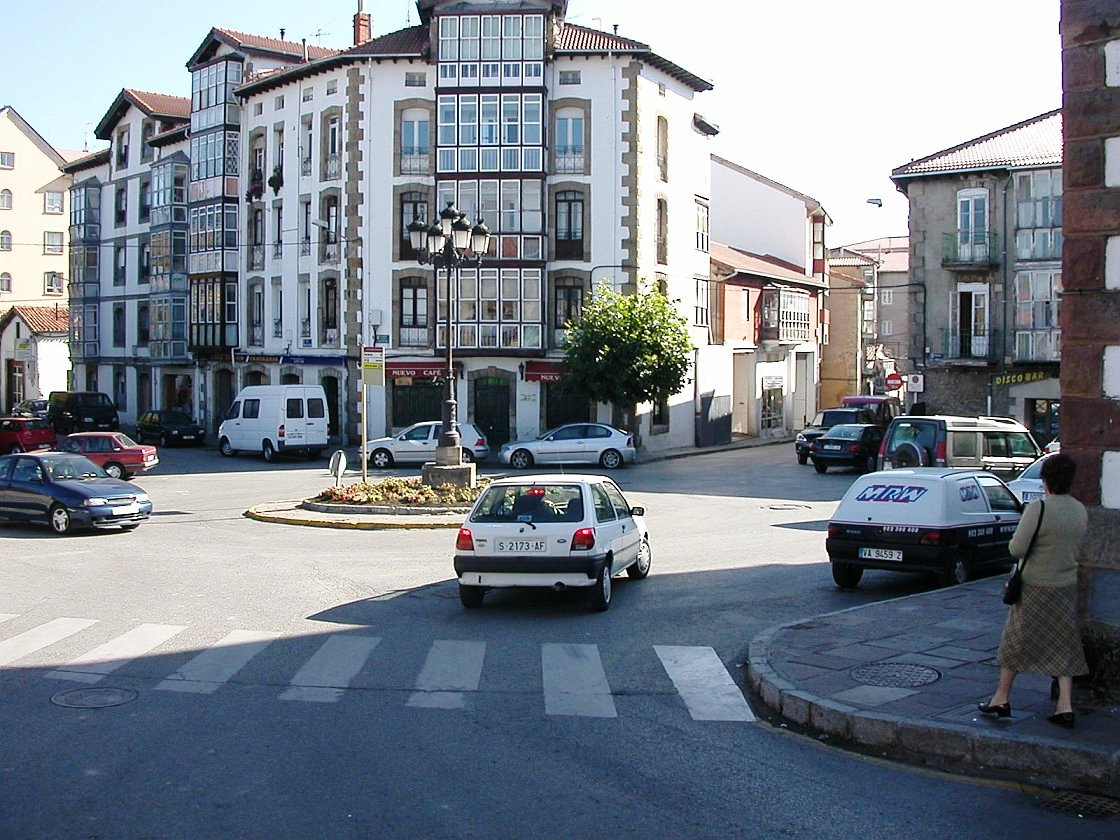
Plaça de la Llibertat en Reinosa

El clima presenta molts trets de la continentalitat típica de l'altiplà castellà (major insolació i contrastos tèrmics que el que és normal a la resta de Cantàbria) però matisats amb alguna influència del clima atlàntic (precipitacions abundants i distribuïdes al llarg de tot l'any) i de clima de muntanya (baixes temperatures). Tot i la que l'altitud de la ciutat no és molt elevada (851 metres sobre el nivell del mar), a la Serralada Cantàbrica és normal que a aquestes altituds ja es presenten alguns trets del clima de muntanya, el que provoca que Reinosa registri temperatures similars a altres localitats de diferents zones d'Espanya que es troben per sobre dels 1.000 metres d'altitud.
Per aquests motius, els hiverns hi són molt freds, amb nevades abundants i gelades fins a noranta dies a l'any. Els estius són temperats encara més calorosos que a la resta de Cantàbria, a causa de la llunyania del mar. Reflex d'això són les fortes oscil·lacions tèrmiques anuals, amb unes mitjanes de temperatura de 8-10 °C i amb predomini dels vents del nord i del nord-oest. Les precipitacions més importants es produeixen a la primavera i la tardor.
D'acord amb les dades de la taula a continuació i als criteris de la classificació climàtica de Köppen modificada, el clima de Reinosa és de tipus Cfb, és a dir, clima oceànic temperat.
La temperatura mitjana anual de Reinosa és de 5,8 °C i la precipitació anual és de 846 mm.

## Comunicació

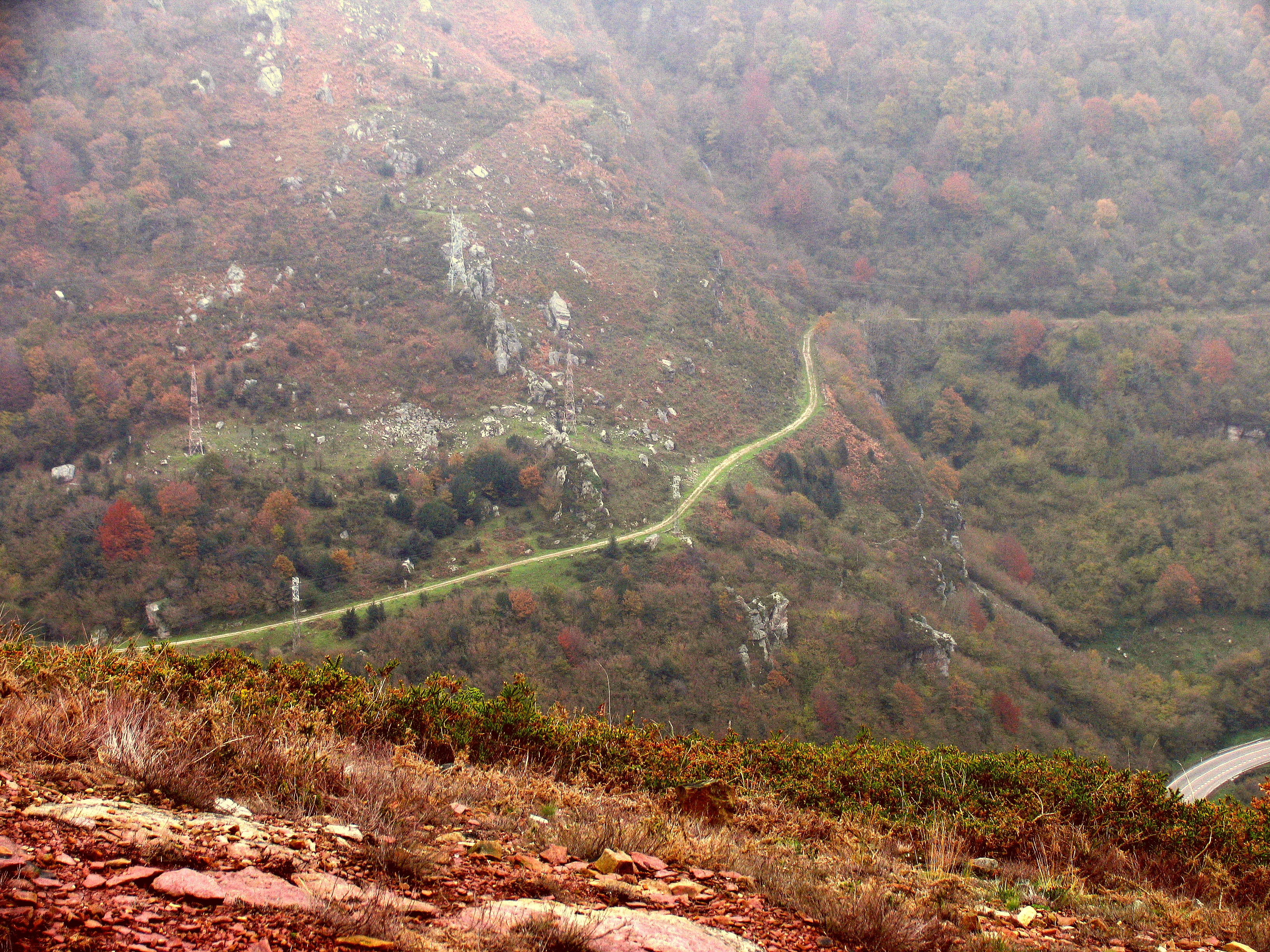
Port d'Hoces de Bárcena

La comunicació de Reinosa amb Santander al nord estava dificultada pel sinuós tram de la carretera N-611, conegut com el port d'Hoces de Bárcena. Aquesta dificultat ha estat superada després de la construcció de l'autovia de la Meseta (A-67) i el viaducte de Montabliz, un pont de 700 m. de longitud que salva un desnivell de 145 m. A més, la mateixa autovia ha millorat la comunicació de Reinosa amb la Meseta, al sud.
Abans de l'arribada del ferrocarril, quan el transport de mercaderies entre la costa i la Meseta es feia mitjançant tirs de bous i vaques, la indústria del transport per carretera va ser una de les més importants en l'economia de Reinosa.
El ferrocarril sempre ha tingut gran importància a Reinosa. La estació es va inaugurar el 28 de març de 1857 quan es va concloure el tram Alar del Rey-Reinosa. Actualment, una línia de rodalies de RENFE (Línia C-1) uneix Reinosa amb Santander. A més, des de l'estació de Reinosa hi ha diversos trens diaris de mitjana i llarga distància que uneixen la ciutat amb Aguilar de Campoo, Palència, Valladolid, Segòvia i Madrid.

## Serveis
Reinosa, com a capital de la comarca de Campoo-Los Valles, disposa d'un gran nombre de serveis públics, que en alguns casos són superiors als que li correspondrien per la seva població. Tanmateix, això és degut al paper de capital i l'aïllament de la comarca a causa de la gran distància de la comarca de Campoo-Los Valles amb la resta de Cantàbria, i especialment a la llunyania de Reinosa amb Santander.
Així, disposa d'una seu de l'Agència Tributària, oficina d'ocupació, delegació del Ministeri de Foment, oficines del Govern de Cantàbria, una caserna de la Guàrdia Civil, un parc de bombers i un altre de Protecció Civil, diferents agrupacions socials, centres d'avis, i des de l'any 2010 un hospital, l'Hospital Tres Mares, que presta servei a Reinosa i tota la seva comarca.

## Patrimoni
Les façanes de l'edifici de «La Casona» i el temple parroquial de Sant Sebastià són béns d'interès cultural, dins de la categoria de monument. La zona neoclàssica del Cementiri de Reinosa és bé inventariat.
Altres llocs d'interès són: el convent de Sant Francesc i la Capella de Sant Roc, a més de l'Ajuntament, el pont de Carles III, la font de l'Aurora i els edificis (segles xiv a xx) de les torrasses de Navamuel i Manrique i de Navamuel i Calderón. Entre les casones que presenten els seus carrers cal citar la de la Niña de Oro, la casa de Cossío, la de las Princesas (segle xv), la de Pano i la casa de Boyet.

## Festes
La festivitat més important és el «Dia de Campoo», l'últim diumenge de setembre, com a colofó a les festes de Sant Mateu. L'acte principal del dia és una desfilada de carretes engalanades que reprodueixen escenes de la vida quotidiana tradicional, tirades per bous i vaques tudanques. La raça autòctona campurriana es considera extingida des de fa diverses dècades.
El dia de Sant Mateu se celebra també la fira de bestiar, antigament una de les més importants de Cantàbria, actualment ja reduïda a un exigu valor testimonial però amb certa importància per l'abundant sector ramader de la zona.

## Gastronomia

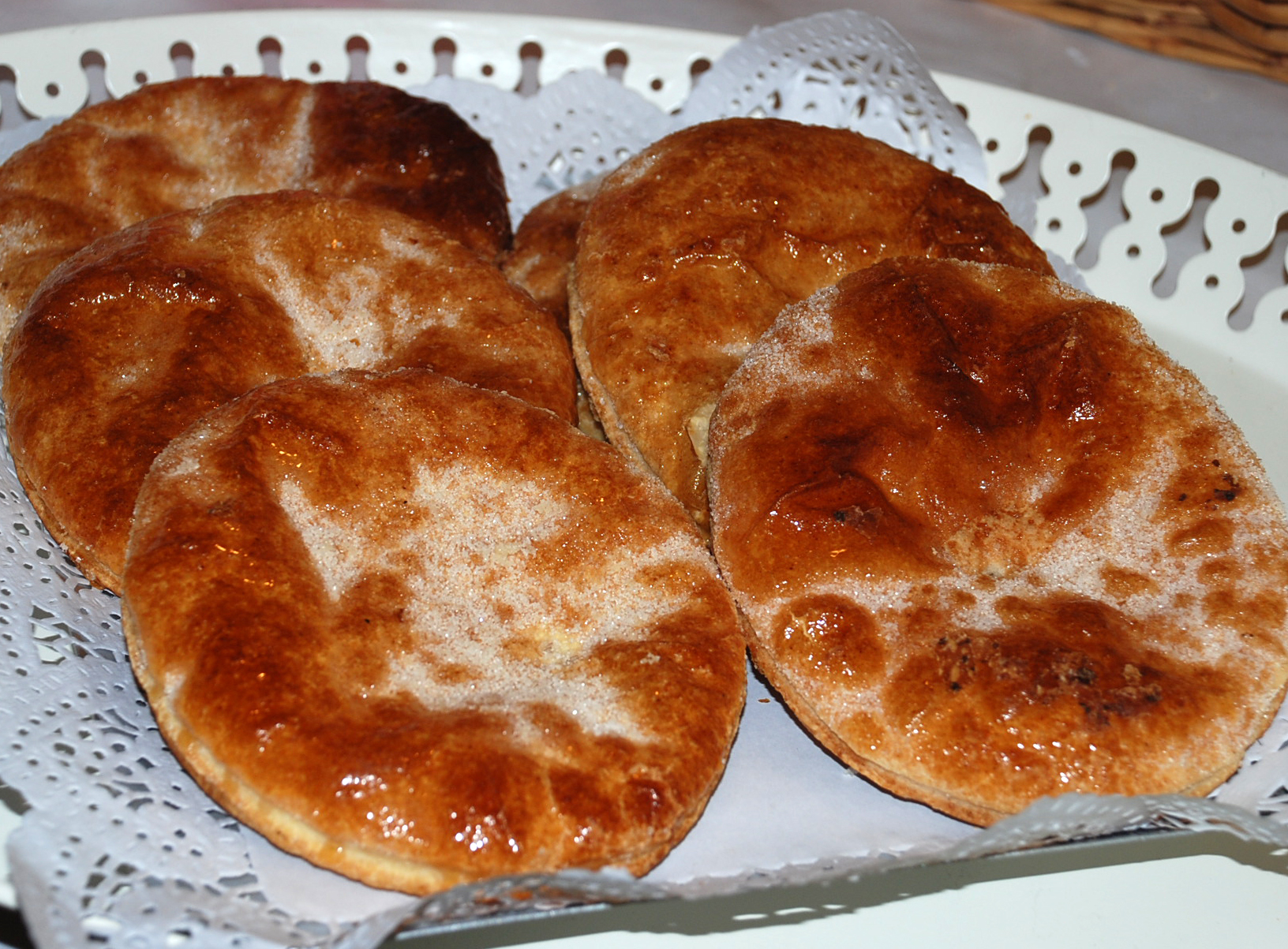
Pantortillas de Reinosa

La gastronomia està fonamentada principalment en els productes del país: patates i horta d'hivern, carn de boví, matança del porc blanc, formatges i derivats lactis i truites de l'Ebre i de l'Híjar.
És famosa per la rebosteria, en la qual destaquen les pantortillas i rosquilles; les dues especialitats són dolços de pasta fullada.

## Demografia
La ciutat va viure un fortíssim creixement demogràfic a principi del segle xx i molt especialment durant la dècada del 1920 amb l'establiment de diverses indústries de metal·lúrgia. Va aconseguir el seu màxim de població durant la dècada del 1980, moment en el qual, amb la reconversió industrial, les factories de la comarca van perdre progressivament importància, el que va obligar a molts habitants a emigrar. Des de llavors, la població de Reinosa ha disminuït, en alguns casos de manera força acusada.
És important destacar que a causa del desenvolupament de les infraestructures, molta població potencial de Reinosa que treballa de forma diària a les fàbriques, centres de salut o centres educatius decideixen residir fora de la mateixa. Això és degut principalment a causa del clima i la posició remota respecte a altres ciutats, poc atractiva per als professionals.
L'any 2013, la població de la ciutat es va situar per sota dels 10.000 habitants, xifra que no era tan baixa des de la dècada del 1950. Tot i això, segueix sent un dels deu nuclis urbans amb més població de Cantàbria i acumula a la meitat de la població de tota la comarca.
| Gràfica d'evolució demogràfica de Reinosa entre 1900 i 2000 |
|                                                             |
| Font: INE                                                   |

| Gràfica d'evolució demogràfica de Reinosa entre 1988 i 2013 |
|                                                             |
| Font: INE                                                   |

## Economia
La indústria ha sigut tradicionalment l'activitat més important de Reinosa, especialment la siderúrgia i la indústria alimentària. No obstant això, aquesta activitat va perdre pes en les últimes dècades, encara que la ciutat continua sent el nucli industrial més rellevant de l'interior de Cantàbria.
Actualment, el sector de serveis és el més important, per la funció de capital de la comarca de Campoo-Los Valles. Aglutinar al voltant el comerç i els serveis públics de la zona.
Els esports d'hivern i la propera l'estació d'esquí i muntanya d'Alto Campoo són també una important font de riquesa, sobretot per al sector hostaler i l'allotjament rural.

## Administració
José Miguel Barrio (PRC) és l'actual alcalde del municipi amb el suport del PSOE. Els següents gràfics mostren els resultats de les eleccions municipals celebrades en l'any 2003, 2007 i 2011. Reinosa és la localitat càntabra amb més població que governa el PRC.
|  | El gràfic que hauria de sortir aquí està desactivat temporalment per motius tècnics. |

|  | El gràfic que hauria de sortir aquí està desactivat temporalment per motius tècnics. |

|  | El gràfic que hauria de sortir aquí està desactivat temporalment per motius tècnics. |

En les eleccions municipals de 2015, la victòria correspon al PRC, amb la continuïtat del regionalista José Miguel Barrio com a alcalde.
|  | El gràfic que hauria de sortir aquí està desactivat temporalment per motius tècnics. |

## Geografia
Reinosa és un enclavament dins el terme municipal de Campoo de Enmedio, per tant es troba dins d'aquest i només delimita amb el seu únic ajuntament veí. Es tracta d'un petit municipi amb escassa superfície, de tan sols 411 ha, amb una alta densitat de 3.000 hab/km² (350 m² per habitant) dels que es troben majorment urbanitzats i ocupats per sòl urbà, industrial i vies de comunicació. Té una escassa proporció de terrenys en estat natural (prats, rius i altres lleres, etc.).
El punt més alt és la fita de Las Excusas a 915,7 msnm, i el més baix es troba a 842 msnm en el riu Ebre, al costat del molí de don Gabino.

## Medi ambient
El medi ambient hi és seriosament amenaçat a causa de la nefasta política de totes les administracions públiques en matèria de gestió de residus i protecció del domini públic hidràulic. Els seus quatre llits principals (riu Ebre, riu Híjar, riu Izarilla i riu de Las Fuentes) són sens dubte el major valor ambiental del terme municipal, catalogats com a LIC (Lloc d'Importància Comunitària) de la Xarxa Natura 2000, han estat proposats com a ZEC (Zona Especial Conservació) malgrat que tots són seriosament pol·luïts.
Els quatre llits formaven una important conca inundable dins de les cent hectàrees de les pastures del comú «Camp de la Vega», que els ajuntaments de Reinosa i Campoo d'Enmedio van vendre el 1917 a la Societat Espanyola de Construcció Naval. Per construir la fàbrica a la meitat sud-oest d'aquests terrenys, es van canalitzar de forma relativament conservadora els rius Híjar i Izarilla. El riu Híjar va ser canalitzat entre els anys 1919 i 1920 mitjançant sengles murs amb una amplada de 100 metres en concordança dels ponts preexistents del camí reial amb vuit obertures i 90 m (any 1750) i del ferrocarril amb onze obertures (any 1853). També es va canalitzar en diverses fases el riu Izarilla, se'n van eliminar els meandres i es va canalitzar entre murs de contenció de formigó.

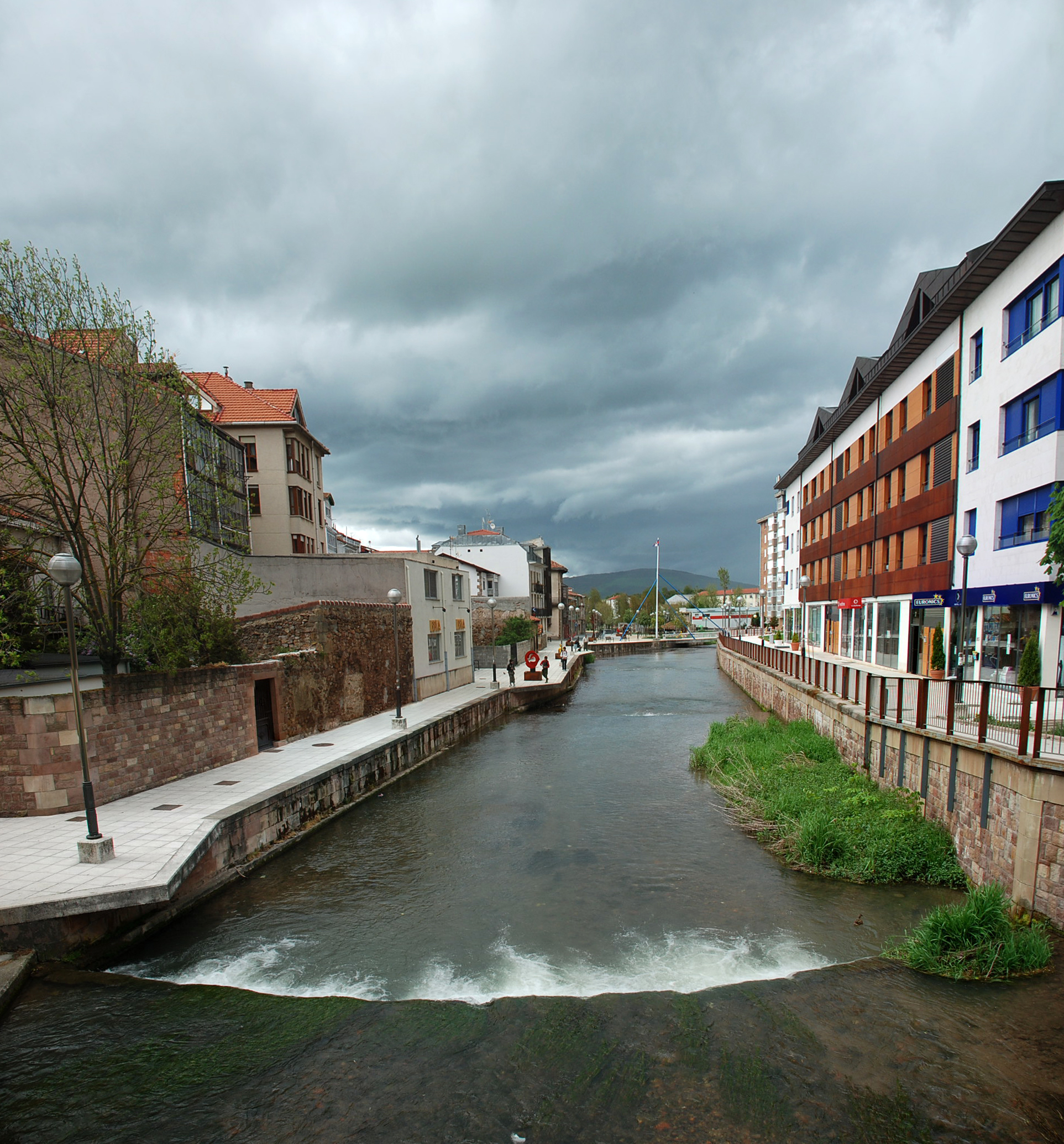
Riu Ebre al seu pas per Reinosa

El major impacte ambiental ocorre entre 1978 i 2007, quan comença el farciment amb escòries i altres residus industrials i urbans. Rebutjat el 1970 el projecte d'ampliació de la fàbrica a la meitat nord-est, aquests terrenys, que eren els més inundables per estar situats a la confluència dels quatre rius de Reinosa més dos rierols (Requejo i Bolmir), comencen a consolidar-se el 1975 mitjançant un farciment amb terres d'un préstec en Bolmir realitzat ja sobre residus que havia acumulat La Naval fora del recinte fabril. Acabat aquest farciment amb terres, es van succeir altres amb escòries, fins que el 1984 es van estendre les acumulacions d'escòries tapant els rius Híjar i Ebre amb la intenció de crear un polígon industrial. Primer Siresa Suelo Industrial de Reinosa S.A, propietat de l'ajuntament de Reinosa, i després la Sociedad Estatal de Promoción i Equipamento del Suelo (SEPES), van transformar els terrenys adquirits el 1917 a sòl industrial urbanitzat i parcel·lat per a vendre. En el procés d'urbanització es van generar residus que van anar a parar novament en la llera del riu Híjar i Ebre. Es va arribar a la situació extrema el 2003, quan alguns punts de l'Híjar i de l'Ebre tenien amplades lliures d'entre 18 i 35 metres, que contrastaven amb els 100 m canalitzats el 1919, i els repetits episodis d'inundacions del nucli urbà de Reinosa als barris de la Naval i Sorribero.
El 2015 ocorre un clímax en la gestió dels rius, que pot passar a la història de l'urbanisme i la hidràulica, quan l'ajuntament de Reinosa presenta un projecte tècnic per construir un pont de només 37 metres d'amplada al riu Híjar dissenyat per unir els farcits il·legals del marge dret amb els farcits il·legals del marge esquerre, i l'Organisme de Conca (Confederació Hidrogràfica de l'Ebre, CHE) resol autoritzar-ne la construcció malgrat que el Sistema Nacional de Catalogació de Zones Inundables (SNCZI) adverteix que pot quedar afectada per inundacions 1/6 de la població de Reinosa (1.500 persones) en un termini de 50 anys i 1/3 de la població (3.000 persones) en un període estadístic de 500 anys .

## Personatges destacats (selecció)

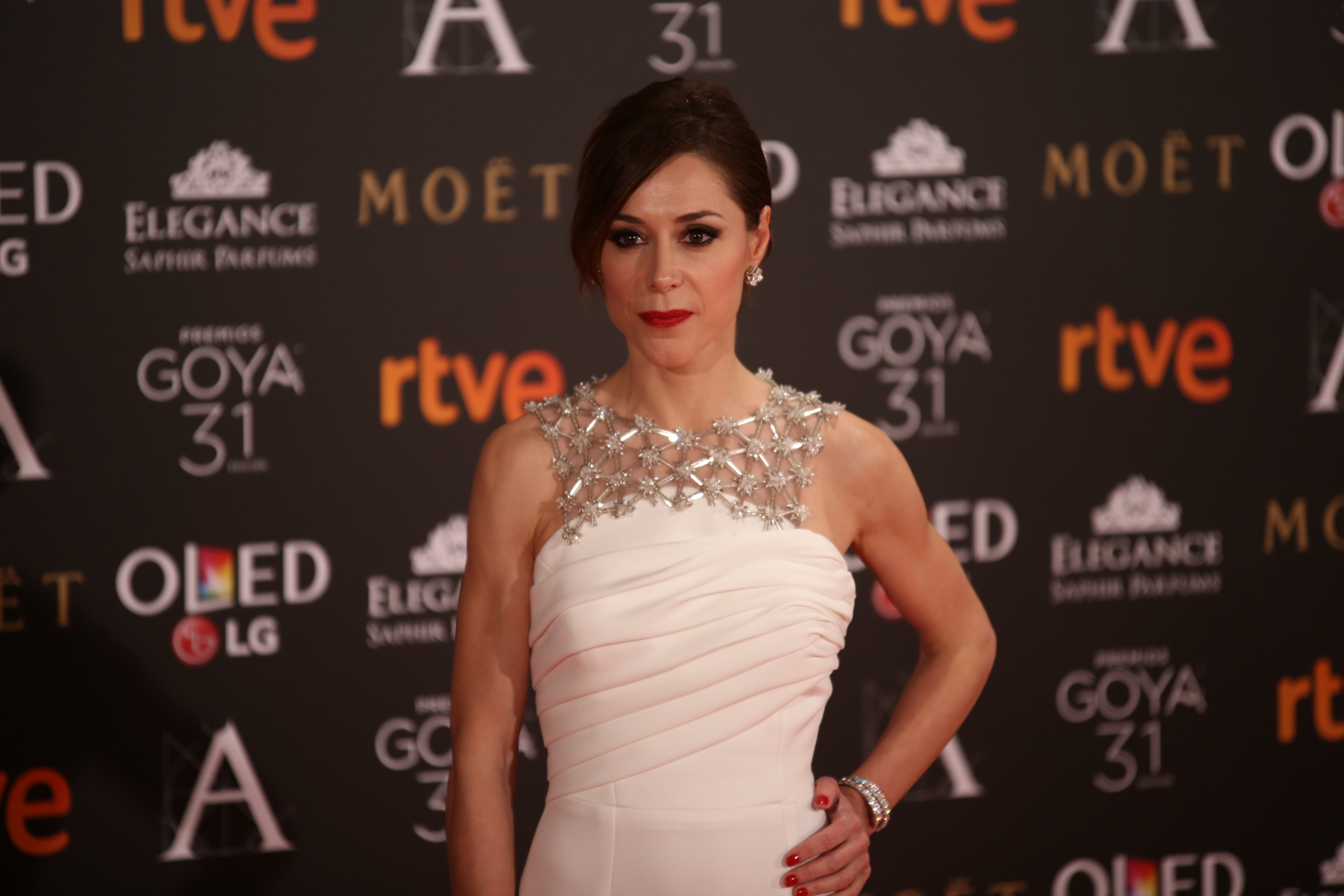
Ruth Díaz, 2017

- Rodrigo de Reinosa (Reinosa, c. 1450 – ?, c. 1530), poeta renaixentista.[7]
- Juan Francisco Güemes y Horcasitas (Reinosa, 1682 – Madrid, 1768), comte de Revillagigedo, i Virrei de Nueva España-Mèxic (1746–1755).
- Demetrio Duque y Merino (Reinosa, 1844 - Reinosa, 1903), escriptor, periodista i editor del primer periòdic de Reinosa, el setmanari El Ebro.[8]
- Emilio Herrero Mazorra (Reinosa, 1882 – Madrid, 1968), periodista, cap de premsa de Niceto Alcalá Zamora.[9]
- Jerónimo Arozamena Sierra (Reinosa, 1924 – Madrid, 2011), Vicepresident del Tribunal Constitucional d'Espanya entre 1980 i 1986.
- Ruth Díaz Muriedas (Reinosa, 1975), actriu. Ha participat en sèries com El Comisario, Al salir de clase, Hospital Central i MIR, entre d'altres.
- La Fuga, banda de rock, formada el juliol de 1996. Gaudeixen de gran popularitat a Espanya, tot i que han fet gires per tot Sud-amèrica.
- Rulo y la Contrabanda, grup musical sorgit de la separació de Rulo i Fito de La Fuga, creat en l'estiu de 2010.

## Ciutats agermanades
- Deltebre
- Reynosa